# عبد الحميد بن محمد عبد العزيز
الشريف عبد الحميد بن محمد عبد العزيز بن عون الرفيق والد الملكة دينا الزوجة الأولى للملك الحسين بن طلال، وجّد الأميرة عالية بنت الحسين.

## عائلته
عبد الحميد من الأسرة الهاشمية فجده هو الشريف عون الرفيق إلذي لم يكن له الا ولد واحد هو محمد عبد العزيز من زوجته فاطمة بنت جاري العسيري.
تزوج والده محمد عبد العزيز من فاطمة هانم بنت السيد أحمد أسعد (ويقال السعدي) من أهل المدينة، وأعقب منها أربعة بنين، هم: أحمد، وعبد الحميد، ويوسف وعلي.
فأعقب عبد الحميد الملكة دينة بنت عبد الحميد، أولى زوجات الحسين بن طلال، وله منها ابنتهما البكر (بكر كل منهما) عالية بنت الحسين، وقد تزوجت في عمان، وكان مولدها سنة (1375هـ).

## راجع
- الشريف عون الرفيق أمير مكة
- دينا بنت عبد الحميد
- عالية بنت الحسين
- بنو هاشم
- الهاشميون في الأردن